# Eugenia pomifera
Eugenia pomifera är en myrtenväxtart som först beskrevs av Jean Baptiste Christophe Fusée Aublet, och fick sitt nu gällande namn av Ignatz Urban. Eugenia pomifera ingår i släktet Eugenia och familjen myrtenväxter. Inga underarter finns listade i Catalogue of Life.